# 塹江敦哉
塹江 敦哉（ほりえ あつや、1997年2月21日 - ）は、香川県高松市出身のプロ野球選手（投手）。左投左打。広島東洋カープ所属。

## 経歴

### プロ入り前
高松市立屋島小学校3年生の時に野球を始める。香川県立高松北中学校・高等学校への進学を経て、高校1年生時に投手へ転向すると、秋からエースと4番打者を務める。高校時代の最高成績は、2年生夏の香川大会ベスト4で、3年生時の同大会では3回戦で敗退した。
高校3年生時から150km/h台の球速を計測しているストレートなどが評価されて、2014年のプロ野球ドラフト会議では、広島東洋カープから3巡目で指名。契約金4000万円、年俸500万円（金額は推定）という条件で入団した。背番号は36。

### プロ入り後
2015年、プロ1年目は一軍での登板がなかったが、ウエスタン・リーグ公式戦7試合に登板。1勝1敗、防御率2.45という成績を残した。6月25日には「侍ジャパン大学日本代表 対 NPB選抜」の出場予定選手が変更されたことに伴って、NPB選抜のメンバーに選出。6月29日に神宮球場で催された試合では、3番手投手として3回裏に登板すると、1イニングを三者凡退に抑えた。
2016年は、7月14日のフレッシュオールスターゲーム（倉敷マスカットスタジアム）にウエスタン・リーグ選抜の8番手投手として8回表から登板すると、イースタン・リーグ選抜の山崎晃大朗を二塁へのゴロに打ち取った際の球速表示で159km/hを記録した。一軍が25年ぶりのセントラル・リーグ優勝を決めた翌日（9月11日）には、対読売ジャイアンツ戦（東京ドーム）の7回裏に、3番手投手として一軍デビューを果たした。しかし、最初に対戦した打者・長野久義への初球でソロ本塁打を打たれたことを皮切りに、打者7人から一死を奪っただけで6点を失って降板した。降板の時点で防御率162.00を記録したものの、一軍3試合目の登板で初めて先発投手に起用された9月19日の対横浜DeNAベイスターズ戦（横浜スタジアム）では、5回2失点と好投。ただし、この試合で一軍初黒星を喫するとともに、DeNAに球団史上初のクライマックスシリーズ進出決定を許した。レギュラーシーズン全体では、救援登板の1試合を含めて、一軍公式戦3試合に登板。0勝1敗にとどまったものの、防御率を11.37にまで下げてシーズンを終えた。オフの10月12日に第1回WBSC U-23ワールドカップの日本代表に選出され、同大会で優勝を果たした
2017年、2018年は、一軍での登板はなく、2019年、3年ぶりに一軍戦に出場。主に中継ぎとして11試合を投げ、うち1試合は9月15日の対東京ヤクルトスワローズ戦（MAZDA Zoom-Zoom スタジアム広島）で先発登板。3回3安打4失点で降板し、チームは7-8で敗れ敗戦投手となった。
2020年は、6月25日の対読売ジャイアンツ戦（東京ドーム）の7回裏二死から4番手として登板し、丸佳浩をセカンドゴロに打ち取ってプロ入り初ホールドを記録した。7月8日の対DeNA戦（マツダスタジアム）では、8回表に1点ビハインドの場面で2番手として登板して三者凡退に抑え、その裏に堂林翔太の満塁本塁打で逆転したためにプロ入り初勝利を記録した。この年は調子の良かった時期にセットアッパーとして起用されるなど52試合に登板。飛躍の1年となった。
2021年は、この年もセットアッパーとして開幕から投球を続けたが安定感を欠き二軍落ち。その後また一軍に上がってしばらくは勝ちパターンを任されることも多かったが満塁本塁打などを打たれたことにより次第に負けパターンへ移っていった。9月9日の対中日ドラゴンズ戦（マツダ）では、5回表1点リード一死一塁の場面で2番手として登板、初球で遊ゴロ併殺打に抑え勝利投手の権利を得て、6回以降後続が無失点で抑えたため、2003年の林昌樹以来、球団史上4人目の1球勝利投手となった。なお9月29日の対DeNA戦では菊池保則、10月1日の対東京ヤクルトスワローズ戦では今野龍太が1球勝利を記録しており、同一球団の試合において1か月間に1球勝利投手が3人生まれる珍事となった。51試合に登板して5勝4敗、17ホールド、防御率4.25を記録した。
2022年も投球内容が安定せず、佐々岡真司監督から制球に苦言を呈されることもあった。26試合の登板に留まり、3勝2敗、6ホールド、防御率3.12。5月25日の対千葉ロッテマリーンズ戦（マツダ）では、前年の1球勝利に続き、1球ホールドも記録した。
2023年は、8試合に登板し、0勝0敗、2ホールド、防御率5.14。
2024年、投球フォームを変えて臨んだ春季キャンプでは二軍スタートだったものの2次キャンプから一軍合流、そのまま開幕一軍を勝ち取った。サイドスローから放たれる最速153kmの速球を武器に開幕カードから8試合連続無失点の好リリーフを見せ、4月17日の対DeNA戦（マツダ）では勝ち越し直後の5回に登板、1回0/3を1安打無失点。後続も無失点に抑えたため2年ぶりに勝利投手となった。以降、左のワンポイントリリーフという新たな役割も得てコンスタントに救援登板し、6月9日の対ロッテ戦（マツダ）以来、20試合連続無失点の好投を続けた（ただし塹江本人は「ワンポイントを含む内容で無失点記録と呼んでいいのか」と慎重に見ていた）。9月20日の対巨人戦（マツダ）で4失点（自責点0）と救援に失敗すると、ルーキーの滝田一希と入れ替わる形でシーズン初降格、最終的に同年チーム3位タイとなる自己最多の53試合に登板し、2勝0敗16ホールド、防御率1.58の成績を収めた。12月3日の契約更改交渉では、1900万アップの推定年俸4000万円でサインした。
2025年は、3月に行われるオランダとの練習試合で日本代表に選出され、1回を無失点に抑えた。開幕を一軍で迎えたが、4月3日のヤクルト戦（明治神宮野球場）では丸山和郁にサヨナラ打を打たれ、6月10日の千葉ロッテマリーンズ戦（ZOZOマリンスタジアム）では火消しに失敗するなど精彩を欠く内容が目立ち、新井監督からも「ここ最近ストレートでファウルがとれていない」と苦言を呈された。翌日出場選手登録を抹消された。

## 選手としての特徴
最速157km/hのストレートと、スライダー、シュート、チェンジアップを投げる。
2024年からサイドスローに転向した。球団チーフアナリストの飯田哲矢によると、サイドスロー変更後はストレートのシュート成分が増加。平均的な投手は投球腕方向に20cm～30cmほど曲がるところ、塹江は50cmも変化するようになり、巨人の大勢に匹敵するという。この極端なシュート成分を修正せず、新たな武器としている。

## 人物
「6年単位で学業に専念できる」という理由で、香川県立の中・高一貫校である高松北の中学部（高松北中学校）に入学。内部進学を経て、高校時代には、国公立大学への合格を目指す「グローバルコース」の学生として学業でも優秀な成績を収めた。英語検定2級を保持するほど英語に堪能で、高校2年生時の12月には、学校の海外研修でおよそ2週間のニュージーランド留学を経験している。
「塹江」という苗字は全国的に珍しく、プロ入り以前はゲーム「実況パワフルプロ野球シリーズ」をプレイするとき自分の名前の漢字（塹）がゲーム内に収録されておらず悔しい思いをしたという。
趣味はコーヒー。新型コロナウイルス流行による外出自粛期間中、自分でコーヒー豆を挽いて飲用するうちに本格的な趣味になったとのこと。気に入った店からしかコーヒー豆を買わない等のこだわりを持っている。

## 詳細情報

### 年度別投手成績
| 年 度     | 球 団     | 登 板 | 先 発 | 完 投 | 完 封 | 無 四 球 | 勝 利 | 敗 戦 | セ 丨 ブ | ホ 丨 ル ド | 勝 率 | 打 者 | 投 球 回 | 被 安 打 | 被 本 塁 打 | 与 四 球 | 敬 遠 | 与 死 球 | 奪 三 振 | 暴 投 | ボ 丨 ク | 失 点 | 自 責 点 | 防 御 率 | W H I P |
| --------- | --------- | ----- | ----- | ----- | ----- | -------- | ----- | ----- | -------- | ----------- | ----- | ----- | -------- | -------- | ----------- | -------- | ----- | -------- | -------- | ----- | -------- | ----- | -------- | -------- | ------- |
| 2016      | 広島      | 3     | 1     | 0     | 0     | 0        | 0     | 1     | 0        | 0           | .000  | 28    | 6.1      | 6        | 2           | 4        | 0     | 1        | 6        | 0     | 0        | 8     | 8        | 11.37    | 1.59    |
| 2019      | 広島      | 11    | 1     | 0     | 0     | 0        | 0     | 1     | 0        | 0           | .000  | 95    | 20.2     | 20       | 4           | 14       | 0     | 1        | 23       | 0     | 0        | 14    | 14       | 6.10     | 1.65    |
| 2020      | 広島      | 52    | 0     | 0     | 0     | 0        | 3     | 4     | 0        | 19          | .429  | 224   | 49.2     | 50       | 7           | 31       | 6     | 1        | 41       | 4     | 0        | 26    | 23       | 4.17     | 1.63    |
| 2021      | 広島      | 51    | 0     | 0     | 0     | 0        | 5     | 4     | 0        | 17          | .556  | 202   | 42.1     | 48       | 4           | 25       | 2     | 1        | 29       | 3     | 0        | 25    | 20       | 4.25     | 1.72    |
| 2022      | 広島      | 26    | 0     | 0     | 0     | 0        | 3     | 2     | 0        | 6           | .600  | 73    | 17.1     | 13       | 1           | 8        | 1     | 1        | 8        | 5     | 0        | 6     | 6        | 3.12     | 1.21    |
| 2023      | 広島      | 8     | 0     | 0     | 0     | 0        | 0     | 0     | 0        | 1           | ----  | 33    | 7.0      | 10       | 1           | 3        | 0     | 0        | 10       | 0     | 0        | 4     | 4        | 5.14     | 1.86    |
| 2024      | 広島      | 53    | 0     | 0     | 0     | 0        | 2     | 0     | 0        | 16          | 1     | 174   | 40       | 39       | 0           | 16       | 0     | 4        | 38       | 1     | 0        | 13    | 7        | 1.58     | 1.38    |
| 通算：7年 | 通算：7年 | 204   | 2     | 0     | 0     | 0        | 13    | 12    | 0        | 59          | 0.520 | 829   | 183.1    | 186      | 19          | 101      | 9     | 9        | 155      | 13    | 0        | 96    | 82       | 4.03     | 1.57    |

- 2024年度シーズン終了時

### 年度別守備成績
| 年 度 | 球 団 | 投手  | 投手  | 投手  | 投手  | 投手  | 投手     |
| 年 度 | 球 団 | 試 合 | 刺 殺 | 補 殺 | 失 策 | 併 殺 | 守 備 率 |
| ----- | ----- | ----- | ----- | ----- | ----- | ----- | -------- |
| 2016  | 広島  | 3     | 0     | 1     | 0     | 0     | 1.000    |
| 2019  | 広島  | 11    | 1     | 3     | 1     | 0     | .800     |
| 2020  | 広島  | 52    | 0     | 14    | 0     | 1     | 1.000    |
| 2021  | 広島  | 51    | 1     | 12    | 1     | 1     | .929     |
| 2022  | 広島  | 26    | 1     | 5     | 0     | 0     | 1.000    |
| 2023  | 広島  | 8     | 0     | 1     | 0     | 0     | 1.000    |
| 2024  | 広島  | 53    | 5     | 5     | 0     | 0     | 1.000    |
| 通算  | 通算  | 204   | 8     | 41    | 2     | 2     | .959     |

- 2024年度シーズン終了時

### 記録
初記録
投手記録
- 初登板：2016年9月11日、対読売ジャイアンツ23回戦（東京ドーム）、7回裏に3番手で救援登板、1/3回を4安打6失点
- 初先発登板：2016年9月19日、対横浜DeNAベイスターズ25回戦（横浜スタジアム）、5回2失点で敗戦投手
- 初奪三振：同上、1回裏にエリアン・エレラから見逃し三振
- 初ホールド：2020年6月25日、対読売ジャイアンツ3回戦（東京ドーム）、7回裏二死に4番手で救援登板、1/3回無失点
- 初勝利：2020年7月8日、対横浜DeNAベイスターズ4回戦（MAZDA Zoom-Zoom スタジアム広島）、8回表に2番手で救援登板、1回無失点
- 初セーブ：2025年4月10日、対中日ドラゴンズ3回戦（バンテリンドームナゴヤ）、11回裏に5番手で救援登板・完了、1回無失点[37]

打撃記録
- 初打席：2016年9月19日、対横浜DeNAベイスターズ25回戦（横浜スタジアム）、3回表に今永昇太から二直
- 初安打：2019年9月15日、対東京ヤクルトスワローズ24回戦（MAZDA Zoom-Zoom スタジアム広島）、2回裏に田川賢吾から中前安打

その他の記録
- 初登板で対戦した第1打者に被本塁打：2016年9月11日、対読売ジャイアンツ23回戦（東京ドーム）、7回裏無死に長野久義で左越ソロ ※史上70人目
- 1球勝利：2021年9月9日、対中日ドラゴンズ20回戦（MAZDA Zoom-Zoom スタジアム広島）、5回裏に2番手で救援登板、2/3回無失点 ※史上43人目（44度目）

### 背番号
- 36（2015年[5] - ）
  - 16（2016, 2018 WBSC U-23ワールドカップ日本代表）

### 代表歴
日本代表
- 2016 WBSC U-23ワールドカップ 日本代表
- 2018 WBSC U-23ワールドカップ 日本代表